# Planeta gelado

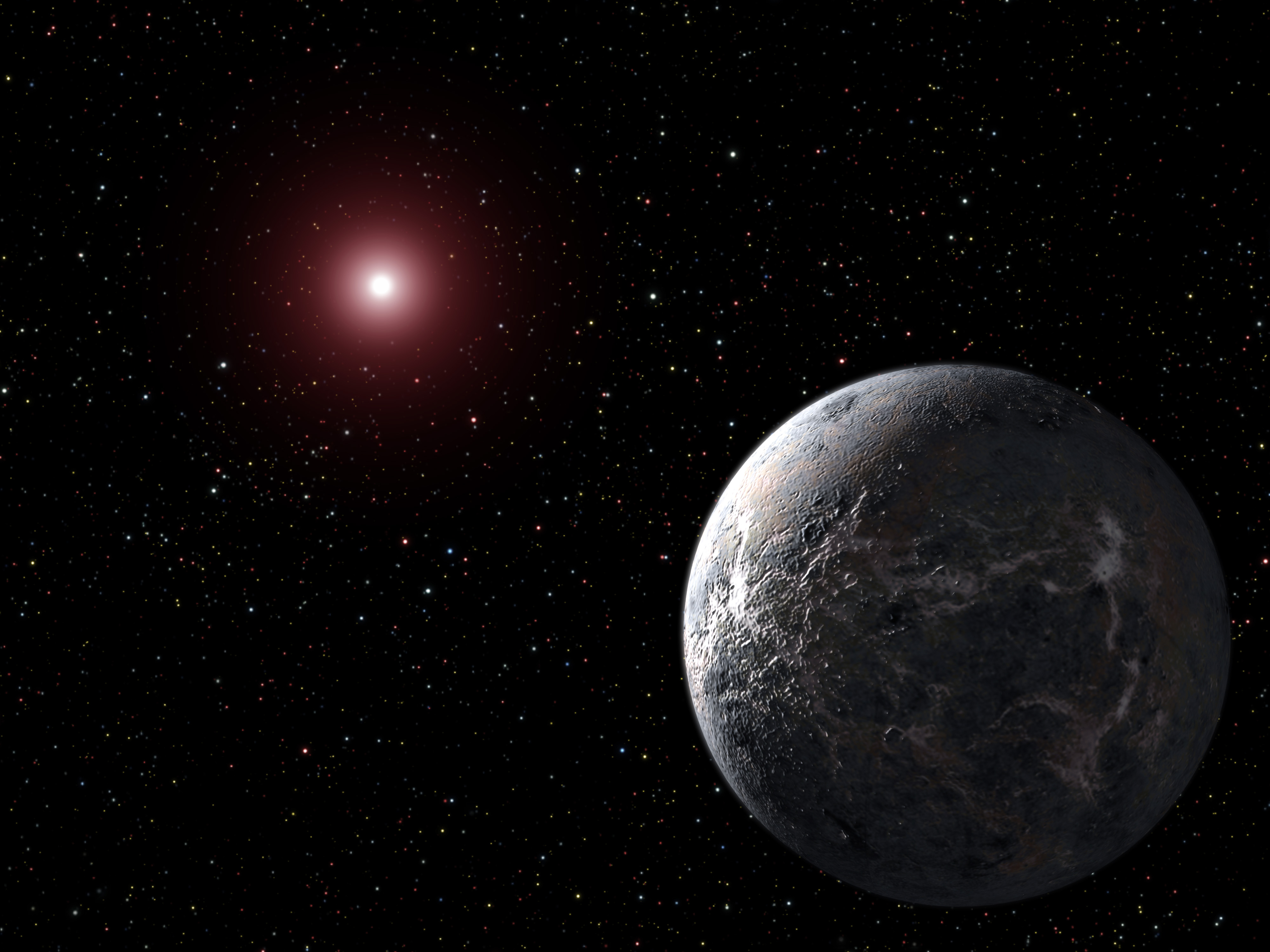
OGLE-2005-BLG-390Lb é um planeta gelado.

Um planeta gelado é um tipo de planeta cuja superfície é gelada. Os planetas gelados consistem em criosferas globais. Estes planetas são versões maiores de algumas dos satélites naturais do Sistema Solar como Europa,  Encélado e  Tritão; ou como alguns dos planetas anões como Plutão e Éris, e muitos outros corpos gelados do nosso Sistema Solar.

## Características e habitabilidade
Os planetas gelados geralmente aparecem quase brancos com um albedo de mais de 0,9. A superfície de um planeta gelado pode ser composto de água, metano, amoníaco, dióxido de carbono (conhecido como "gelo seco"), monóxido de carbono, ou outros compostos voláteis, de acordo com o aumento da temperatura da superfície. Os planetas gelados têm temperaturas de superfície abaixo de 260 K se composto principalmente de água, abaixo de 180 K se composto principalmente de CO2 e de amoníaco, e se abaixo de 80 K é constituído principalmente por metano.
Os planetas gelados são geralmente hostil à vida como a conhecemos, porque eles são muito frios, pelo menos em sua superfície. Muitos planetas gelados podem ter oceanos sob o gelo, aquecido por seus núcleos ou pelas forças de maré de outro corpo nas proximidades, especificamente gigantes gasosos. A água líquida subglacial proporciona condições de vida, incluindo peixes, plâncton e micro-organismos. Plantas e micro-organismos do subsolo que não executam a fotossíntese porque a luz solar é bloqueada pelo gelo que cobre o planeta, mas produzem nutrientes que utilizam produtos químicos específicos chamados de quimiossíntese.

## Plutão e candidatos
Embora existam muitos objetos gelados no Sistema Solar, não existe nenhum planeta gelado, como tal, conhecido (embora objetos transnetunianos apoderia ser considerados planetas gelados, apenas dentro da categoria de planetas anões). Durante a hipótese da Terra bola de neve, a Terra era um planeta de gelo. Existem vários candidatos a planetas extrassolares gelados, como OGLE-2005-BLG-390Lb, ou Gliese 667 Cd e MOA-2007-BLG-192Lb.

## Na ficção
Os planetas gelados têm ocupado um lugar de destaque na ficção científica, como Hoth, um planeta de gelo que aparece em Star Wars Episódio V: O Império Contra-Ataca.
O episódio duplo de Zero, the eternal ice planet, da série Galactica (1978), se passa em um planeta de gelo.